# 2021年7月中国大陆

## 7月1日
- 上午8时，庆祝中国共产党成立100周年大会在北京天安门广场隆重举行。中共中央总书记、国家主席、中央军委主席习近平发表讲话，并宣布实现“第一个百年”目标[1][2][3]。
- 都巴高速通车试运营[4]。
- 正安至习水高速公路通车试运营[5]。
- 固镇至蚌埠高速公路（固蚌高速）通车试运营[6]。
- 贵州省遵义至余庆高速公路通车试运营[7]。
- 2022卡塔尔世界杯亚洲预选赛12强赛的分组抽签仪式在马来西亚吉隆坡举行。参加12强赛的12支球队被分为两组。中国的同组对手为日本、澳大利亚、沙特阿拉伯、阿曼、越南[8]。
- 首条具有完全自主知识产权的中低速磁浮商业运营示范线——长沙磁浮快线提速至每小时140公里[9][10][11][12]。

## 7月2日
- 咸阳高新渭河大桥便桥正式通车[13]。
- 经国务院批准，中华人民共和国财政部下达全国妇联2021年低收入妇女“两癌”（乳腺癌、宫颈癌）救助项目资金28675万元，继续支持相关工作的开展，强化财政资金民生保障投入力度[14]。

## 7月3日
- 10时51分，中国在太原卫星发射中心用长征二号丁运载火箭，成功将吉林一号宽幅01B卫星送入预定轨道。这次任务还搭载发射3颗吉林一号高分03D卫星和星时代-10卫星。这是长征系列运载火箭的第376次飞行[15][16][17]。

## 7月4日
- 根据举报，经检测核实，“滴滴出行”App存在严重违法违规收集使用个人信息问题。国家互联网信息办公室依据《中华人民共和国网络安全法》相关规定，通知应用商店下架“滴滴出行”App，要求滴滴出行科技有限公司严格按照法律要求进行整改[18][19]。

## 7月5日
- 中央军委举行晋升上将军衔仪式，晋升上将军衔的新任职将领是：南部战区司令员王秀斌、西部战区司令员徐起零、陆军司令员刘振立、战略支援部队司令员巨乾生。[20]

南部战区原司令员袁誉柏、陆军原司令员韩卫国年满65岁退出现役，战略支援部队原司令员李凤彪调任西部战区政治委员，西部战区原司令员张旭东则未有明确。

## 7月6日
- 中共中央总书记、国家主席习近平在北京以视频连线方式出席中国共产党与世界政党领导人峰会，并发表题为《加强政党合作　共谋人民幸福》的主旨讲话[21][22]。
- 中华人民共和国国务院总理李克强在北京中南海紫光阁同英国工商界代表举行视频对话会，围绕中英关系与务实合作、新冠肺炎疫情、应对气候变化、优化营商环境、深化服务贸易合作、促进人文交流等议题进行对话交流[23]。
- 23时53分，中国在西昌卫星发射中心使用长征三号丙运载火箭，成功将天链一号05星发射升空，卫星顺利进入预定轨道。至此，中国第一代数据中继系列卫星圆满收官[24][25]。
- 中国大陆各大高校的性少数（LGBT）群体社团及相关社会组织所属的微信公众号被集体封杀[26]。

## 7月7日
- 0时起，经云南省德宏州瑞丽市疫情防控工作指挥部研究决定，对瑞丽市主城区实行封闭管理[27][28][29][30]。
- 云南北移亚洲象安全防范工作省级指挥部表示，17头从西双版纳北迁出走的亚洲象中一头离群公象，清晨已被通过麻醉方式捕获，下午3点左右被送回原栖息地西双版纳国家级自然保护区勐养片区，目前各项生理指标正常，已安全回归栖息地[31][32]。
- 国务院新闻办公室召开新闻发布会。会上，生态环境部生态保护司司长崔书红介绍，中国在生物多样性保护方面，取得较好的成绩，许多珍稀动物得到了有效保护，其中大熊猫，野外种群数量达到1800多只，受威胁程度等级由濒危降为易危[33][34][35]。
- 中国国家发展和改革委员会公布《“十四五”循环经济发展规划》提出，加强塑料垃圾分类回收和再生利用，加快生活垃圾焚烧处理设施建设，减少塑料垃圾填埋量[36]。
- 国务委员兼外长王毅在中国－巴基斯坦建交70周年研讨会开幕式上发表题为《加快构建中巴新时代更加紧密的命运共同体》的视频致辞[37]。
- 为纪念全民族抗战爆发84周年，中国人民抗日战争纪念馆联合沈阳“九·一八”历史博物馆、侵华日军南京大屠杀遇难同胞纪念馆等国内60家相关主题纪念（博物）馆，共同推出“中流砥柱——中国共产党抗战文物专题展”，7日起向公众开放[38]。
- 深圳市商务局联合瑞士伯尔尼州经济促进局以“线上+线下”相结合方式，在深举办中国(深圳)-瑞士(伯尔尼)经贸暨创新合作交流会，超过50家瑞士企业和机构代表在线参与，深圳市力合科创、深圳投资推广联合会、深圳市钟表行业协会、深圳技术大学等机构现场参会[39]。

## 7月8日
- 中国国民党前主席洪秀柱在浙江打完新冠疫苗第一针，她呼吁并真心期盼台湾的朋友们，都能够尽快施打到国际认证的疫苗[40][41][42]。
- 国家主席习近平向南南合作援助基金和南南合作与发展学院成立5周年致贺信[43]。
- 中国南亚国家减贫与发展合作中心在重庆西南大学揭牌启用。该中心将分享中国减贫经验，支持帮助南亚各国巩固减贫成果[44]。
- 2021世界人工智能大会在上海开幕，该大会由中国国家发展和改革委员会、中华人民共和国工业和信息化部、中华人民共和国科学技术部、国家互联网信息办公室、中国科学院、中国工程院、中国科学技术协会与上海市人民政府共同主办[45]。

## 7月9日
- 中共中央总书记习近平主持召开中央全面深化改革委员会第二十次会议，提出“以更大力度谋划和推进自由贸易试验区高质量发展”[46]。

## 7月10日
- 中华人民共和国市场监管总局依《中华人民共和国反垄断法》禁止虎牙公司与斗鱼国际控股有限公司合并[47][48][49][50][51]。

## 7月11日
- 山东省聊城市莘县遭遇龙卷风。据网传视频显示，树木被吹倒，多辆小汽车直接被掀翻底朝天，房子被卷得只剩下架子，强度可能达到EF3级[52][53]。

## 7月12日
- 由中华人民共和国自然资源部组织的中国第12次北极科学考察队搭乘“雪龙2”船从上海出发，前往北极执行科学考察任务[54][55]。
- 受雷雨天气影响，首都机场今天计划提前调减285航班，全天计划执行806架次，截至上午10时，已执行128架次，取消21架次[56]。
- 嫦娥五号任务第一批月球科研样品发放仪式暨新闻发布会在北京举行。来自13所科研机构的31份样品借用申请获得通过，对应21个样品，共17.4764克[57]。
- 北京海关通报称该关所属首都机场海关查验现场连续查获两批次菌落总数严重超标的进口全脂调制驼奶粉，这是北京口岸首次查获不合格骆驼奶粉[58]。
- 由广东省老区建设促进会、广东省出版集团主办的广东省革命老区县发展史丛书首发式暨赠书仪式在广州举行[59]。
- 10时，福州—厦门高铁新大顶山隧道顺利贯通[60][61]。至此，福厦高铁正线隧道全部贯通，它是中国首条设计时速350公里的跨海高铁，其中新大顶山隧道位于福州市闽侯县青口镇与长乐区营前镇境内[62][63][64][65]。
- 下午，江苏省苏州市吴江区松陵镇油车路188号四季开源酒店发生坍塌事故。截至18时40分，已救出被困人员8人，其中1人死亡，4人生命体征平稳，3人正在抢救。另有失联人员10人。救援正在全力进行，事故原因正在调查中。应急管理部派工作组赴江苏苏州吴江区酒店辅房坍塌现场指导救援处置工作。[66]
- 2021年生态文明贵阳国际论坛在贵阳开幕，中共中央政治局常委、全国人大常委会委员长栗战书出席开幕式并发表主旨演讲[67]。
- 中国国药集团、塞尔维亚政府、阿联酋G42集团关于《新冠疫苗合作生产备忘录》签约仪式在线上举行。塞尔维亚总理布尔纳比奇、中国驻塞大使陈波出席签约仪式[68]。
- 菲律宾总统发言人哈里·洛克证实，总统杜特尔特于当晚接种了第二剂中国国药疫苗。该疫苗由菲律宾卫生部长杜凯施打[69]。
- 联合国人权理事会第47届会议通过中国提交的“发展对享有所有人权的贡献”决议。决议重申发展对享有所有人权具有重要贡献，发展的目标是增进所有人的福祉，各国应满足人民对美好生活的向往[70]。
- 第27届世界建筑师大会中巴（西）合作论坛在北京城市副中心张家湾未来设计园区以线上线下相结合方式举行，市委副书记、市长陈吉宁致辞[71]。

## 7月13日
- 国务院新闻办召开新闻发布会，海关总署统计分析司司长李魁文介绍，中国外贸进出口总值连续13个月保持同比正增长，进出口规模创下历史同期最好水平，外贸稳增长态势进一步巩固[72]。
- 中国商务部服贸司司长陈春江称，中国将进一步放宽服务业市场准入限制，扩大优质服务进口[73]。
- 中核集团海南昌江多用途模块式小型堆科技示范工程在海南昌江核电现场正式开工。至此，该项目成为全球首个开工的陆上商用模块化小堆[74]。
- 中国在拉达克地区的营地中央修建了装有摄像监控设施的水泥瞭望塔，用于观察印军活动和部署。印军也以牙还牙竖起了装有数码相机的木杆作为反制[75]。

## 7月14日
- 南非暴力活动持续蔓延，中国驻南非大使馆紧急提醒在南非的中国公民加强安全防范[76][77][78][79][80][81][82][83]。
- 江苏省苏州市吴江区四季开源酒店辅房坍塌事故搜救结束。经全力搜救，失联人员已全部救出，共搜寻出被困人员23人。其中：1人无伤已回家，5名受伤人员经救治生命体征平稳，17人遇难。截至14日9时，搜救工作全部结束。[84]
- 东京奥运会中国体育代表团在北京成立，国家体育总局局长苟仲文在代表团工作会议上公布参赛目标，确保在金牌榜和奖牌榜上保持在第一序列、确保不发生兴奋剂事件及赛风赛纪问题、确保代表团不发生疫情传播[85][86][87]。
- 中国驻巴基斯坦大使农融当晚前往巴首都伊斯兰堡附近的陆军总医院，看望当天在巴西北部开伯尔-普什图省爆炸事件中的部分中方伤员，巴外交秘书苏海尔·马哈茂德陪同看望[88][89][90][91]。

## 7月15日
- 第十七届中国国际动漫游戏博览会在上海世博会博物馆正式开幕[92][93]。
- “呼兰防疫志愿者被杀案”在黑龙江省哈尔滨市中级人民法院一审宣判，被告人陈成龙被判处死刑[94]。
- 《中共中央国务院关于加强基层治理体系和治理能力现代化建设的意见》单行本，已由人民出版社出版，即日起在全国新华书店发行[95]。
- “佛国圣殿·丝路与长江——敦煌壁画艺术精品公益巡展”在重庆中国三峡博物馆开展，这是敦煌壁画艺术首次集中亮相重庆[96][97][98]。

## 7月16日
- 第16届中国中学生作文大赛全国总决赛在山东济南颁奖，共评出20位“恒源祥文学之星”提名奖和20位“恒源祥文学之星”以及4个单项奖[99]。
- 由四川民族出版社出版发行的《中华羌族历史文化集成》首发式于在四川省阿坝州茂县举行[100]。
- 经国务院联防联控机制有关部门组织论证，国药集团中国生物北京生物制品研究所新冠病毒灭活疫苗获批在3-17岁人群中紧急使用[101]。

## 7月17日
- 中国体育代表团宣布，将由女排运动员朱婷、跆拳道运动员赵帅担任东京奥运会开幕式中国体育代表团旗手[102][103][104][105][106]。
- 河南公安机关、自然资源部门将联手开展废弃矿山集中整治百日行动，对河南省废弃矿山进行全面清理排查和打击治理[107]。
- 2021第二十五届粤港澳大湾区国际汽车博览会暨新能源及智能汽车博览会在深圳会展中心举办。本届车展汇集了百家海内外汽车品牌，千余款车型亮相现场[108][109]。
- 下午，由国家文物局和北京市人民政府共同主办的第44届世界遗产大会“城市历史景观保护与可持续发展”边会在福州海峡文化会展中心举办[110]，并介绍“北京中轴线”保护管理和申遗研究成果[111]。

## 7月18日
- 中国第二次青藏高原综合科学考察研究（二次青藏科考）“人类活动历史及其影响”科考分队，在西藏阿里地区普兰县境内的高原湖泊公珠错开展科考工作[112][113][114]。
- 中国国务委员兼外长王毅在阿拉曼同埃及外长舒克里举行会谈。双方高度关注巴以冲突后的形势。中埃双方决定，依托两国在埃及合作建立的新冠疫苗灌装厂，联合向加沙地带巴勒斯坦民众援助50万剂疫苗，以解当地民众当务之急[115]。
- 国务委员兼外长王毅在阿拉曼会见阿盟秘书长盖特[116]。
- 下午，第44届世界遗产大会以线上线下相结合方式举行新闻发布会，介绍大会进展、下一阶段重点工作、《福州宣言》主要内容，并回答中外记者提问[117]。
- 民进中央长江生态环境保护民主监督工作领导小组会议在北京召开。民进中央主席、民进中央长江生态环境保护民主监督工作领导小组组长蔡达峰主持会议并讲话[118]。

## 7月19日
- 上午，远望5号船驶离中国卫星海上测控部码头，再度奔赴预定海域执行海上测控任务。本次离港是远望5号船今年第3次奔赴大洋执行海上测控任务[119]。
- 2021年中国—东盟青年营开营仪式暨中国—东盟青年发展论坛在广西、云南两地同步举行，活动由中华全国青年联合会主办，广西青年联合会、云南青年联合会、中国(广西)国际青年交流学院承办[120]。
- 全国人大常委会畜牧法执法检查组举行第二次全体会议，研究讨论执法检查报告稿，部署有关工作。全国人民代表大会常务委员会副委员长吉炳轩、万鄂湘、武维华出席[121][122][123]。
- 17时，广东交通集团发宣布深中通道伶仃洋大桥西主塔封顶。此前大桥东主塔已于6月17日封顶[124][125][126]，这标志着世界上最大跨径海中钢箱梁悬索桥伶仃洋大桥两座主塔全部封顶，全面转入上部结构施工阶段[127][128]。
- “中科发早粳1号”系列双季早粳稻新品种选育成功现场会在其示范种植地江西省上高县举行，当地200亩示范片的稻田丰收在即，这一新品种也实现了中国双季早粳稻“零的突破”[129]。
- 为海外中国公民接种新冠疫苗的“春苗行动”在科特迪瓦经济首都阿比让正式启动，将为约3000名在科中国公民接种疫苗[130]。
- 19时，黄河水利委员会发布黄河中下游汛情蓝色预警，并启动黄河中下游水旱灾害防御Ⅳ级应急响应[131]。

## 7月20日
- 上午，广东珠海举行第六场新闻发布会，就珠海石景山隧道“7·15”透水事故，珠海市市长黄志豪通报，共搜寻到3名被困人员，均已经遇难[132]。
- 因特大暴雨引发灾害，郑州地铁全线停运[133][134]。
- 晚，香江社会救助基金会、深圳市慈善会协同深圳市侨商国际联合会在深圳举办“大美同行心阅未来”香江社会救助基金会十六周年慈善夜活动[135]。

## 7月21日
- 习近平于本日至23日在西藏林芝、拉萨等地考察，强调要全面贯彻新时代党的治藏方略，谱写雪域高原长治久安和高质量发展新篇章[136]。
- 最高人民法院“一站式”国际商事纠纷多元化解决平台在国际商事法庭网站上线启动试运行[137]。
- 第一届全港学生《中国故事》专题研习报告大赛颁奖典礼2举行，来自香港8所学校的学生获奖[138]。

## 7月22日
- 2021中国国际数字和软件服务交易会在辽宁大连举行，围绕“数字服务，创新未来”的主题，重点开展6大类活动[139]。
- 中国共产党中央委员会组织部从代中央管理党费中划拨2000万元用于支持河南省防汛救灾[140]。

## 7月23日
- 第四届海峡两岸青年发展论坛在浙江杭州举行。中国国民党前主席、中华青雁和平教育基金会董事长洪秀柱应邀出席论坛[141]。
- 受疫情影响，南京全市第一轮全员核酸采样基本完成，该市启动重点地区、重点人员第二轮核酸检测，并计划适时展开第二轮全员核酸检测[142]。

## 7月24日
- 东京奥运会：杨倩获得东京奥运会女子10米气步枪金牌，这是中国体育代表团在本届奥运会上取得的首金，也是本届奥运会产生的首枚金牌[143]。
- 中国奥委会官网随后发布由中共中央政治局委员、国务院副总理孙春兰向中国体育代表团发去的贺电[144][145]。
- 下午，吉林省长春市净月高新技术产业开发区一物流仓库发生火灾，初步核实死亡14人，重伤12人，一般骨伤、外伤14人。[146]
- 湖南桂阳籍举重选手侯志慧在女子举重49公斤级比赛中以抓举94公斤的成绩创下新的奥运会纪录，同时以210公斤的总成绩获得了该级别冠军[147][148]。
- 晚，东京奥运会女子重剑举行了冠亚军决赛，中国选手孙一文迎战来自罗马尼亚的波佩斯库。最终，孙一文经过加赛以11-10险胜对手，获得了金牌[149]。
- 中国外交部宣布新的对美制裁名单，作为对7月16日美方宣布制裁香港中联办7名副主任陈冬、何靖、卢新宁、仇鸿、谭铁牛、杨建平与尹宗华實施制裁[150]的对等反制。其中最新制裁清单包括前美商务部长小威尔伯·路易斯·罗斯、美国国会“美中经济与安全评估委员会”（USCC）主席卡罗琳·巴塞洛缪、“国会—行政部门中国委员会”（CECC）前办公室主任乔纳森·斯迪沃斯、“美国国际事务民主协会”金度允、“美国国际共和研究所”在港授权代表亚当·金、“人权观察”中国部主任索菲·理查森以及“香港民主委员会”等7个美方人员和实体[151][152]。
- 国务委员兼外长王毅在四川成都同巴基斯坦外长库雷希举行第三次中巴外长战略对话[153]。双方决定围绕阿富汗问题开展共同行动[154]。

## 7月25日
- 7月25日至26日，美国常务副国务卿舍曼访问天津，中国外交部主管中美关系的副部长谢锋与舍曼会谈[155][156][157]。
- 9时25分，广东省珠海市珠机城轨金海大桥施工段发生箱梁垮塌事故，致5名施工人员落海失联，两人已经确认遇难。[158]
- 10时20分，广东省惠州市某风电项目作业船“升平001”号风电施工平台发生倾斜事件，65人落海，其中61人获救，4人失联。[159]

## 7月26日
- 14时，从河南省郑州市发往新疆维吾尔自治区大巴车（车牌号豫AX5006，核载63人，实载63人）行驶到青兰高速公路平凉市泾川县境内（距泾川服务区500米处）发生侧翻，造成13人死亡，45人送往医院救治，2人无碍。[160]

## 7月27日
- 第二十三届科协年会在北京亦庄举办，主题为“创新引领 自立自强——共筑新发展格局”[161]。